# José Manuel Martínez Bel
José Manuel Martínez Bel (Barcelona, 25 de marzo de 1992), más conocido como Manel Martínez, es un futbolista español que juega de delantero en el C. D. Ibiza de la Segunda Federación. Es hijo del exfutbolista del F. C. Barcelona de los años 80, Manolo.

## Carrera
Formado en las categorías inferiores de clubes de Cataluña como la Salle Premià de Mar, el C. F. Damm, la U. E. Cornellà y C. D. Masnou, se marchó para jugar y formarse en la Universidad Commonwealth de Virginia en Estados Unidos.
En julio de 2016 cerró su etapa como arlequinado en el Sabadell y firmó por tres años por el Girona F. C. En Llagostera logró un total de 14 tantos, en 36 partidos de liga y uno de Copa del Rey, consiguiendo finalmente la permanencia.[cita requerida]
En mayo de 2017 reforzó al Lorca F. C., para disputar el play-off de campeones a Segunda B en la eliminatoria contra el Albacete Balompié.
Tras su paso por el Real Murcia en la temporada 2018-19, en junio de 2019 se marchó al Marbella F. C. Allí estuvo hasta enero de 2021, momento en el que se marchó al C. D. Atlético Baleares.
Con el equipo balear fue protagonista en la Copa del Rey 2021-22. En la segunda ronda de la competición marcó uno de los cinco tantos con los que eliminaron al Getafe C. F. y en los dieciseisavos de final metió los dos goles ante el R. C. Celta de Vigo que sirvieron para clasificarse para los octavos de final.
En junio de 2022 firmó por una temporada y media con el F. K. Surkhon Termez de Uzbekistán. No cumplió el contrato, ya que en el mes de enero regresó a España para jugar en el Racing de Ferrol hasta final de campaña. Con este equipo consiguió ascender a Segunda División y en julio volvió al C. E. Sabadell F. C. Esta segunda etapa duró una campaña y en agosto de 2024 firmó por el San Fernando C. D. Allí también permaneció un año antes de unirse al C. D. Ibiza.

## Clubes
| Club                      | País           | Año       |
| ------------------------- | -------------- | --------- |
| U. E. Cornellà            | España         | 2010-2011 |
| C. D. Masnou              | España         | 2012      |
| VCU Rams                  | Estados Unidos | 2012-2014 |
| C. E. Sabadell F. C.      | España         | 2015-2016 |
| Girona F. C.              | España         | 2016-2018 |
| U. E. Llagostera (cedido) | España         | 2016-2017 |
| Lorca F. C. (cedido)      | España         | 2017-2018 |
| C. F. Peralada            | España         | 2018      |
| Real Murcia C. F.         | España         | 2018-2019 |
| Marbella F. C.            | España         | 2019-2021 |
| C. D. Atlético Baleares   | España         | 2021-2022 |
| F. K. Surkhon Termez      | Uzbekistán     | 2022-2023 |
| Racing de Ferrol          | España         | 2023      |
| C. E. Sabadell F. C.      | España         | 2023-2024 |
| San Fernando C. D.        | España         | 2024-2025 |
| C. D. Ibiza               | España         | 2025-     |